# Ground Zero (Band)
Ground Zero ist eine 1990 von Yoshihide Otomo mit wechselnden Mitgliedern gegründete Band.

## Geschichte
Ursprünglich wurde die Band zur Performance des als Game Piece bezeichnetem freien Improvisationsstücks Cobra von John Zorn initiiert, entwickelte sich jedoch schnell zu Otomos Hauptprojekt, welches in den folgenden Jahren seiner steigenden Popularität zutrug. Die oft neunköpfige Gruppe bestand im Kern aus Yoshihide Otomo, Hideki Kato und Masahiro Uemura, später auch Mitsuru Nasuno, Sachiko M und Kazuhisa Uchihashi. Der Name der Band wechselte in den ersten Jahren von Ground-0 zu Ground Zero; darüber hinaus fand das Projekt auch Erwähnung als Ground Zero Orchestra und Ground Zero Ensemble. Die Gruppe war von 1990 bis 1998 aktiv. Ihren letzten Auftritt veröffentlichte die Band im folgenden Jahr unter dem Titel Last Concert.

## Stil
Der Stil der Gruppe wird sowohl als Neue Improvisationsmusik oder Japanoise als auch als Jazzcore bezeichnet. Auf ihrem selbstbetitelten Debütalbum nutzte Ground Zero 1992 als erste Band Turntables zur freien Improvisation. Ein Umstand der sowohl für Jazzinteressierte als auch für Anhänger der elektronischen Musik eine erkennbare Weiterentwicklung bisheriger Hörgewohnheiten darstellte. Ebenso mischte die Band traditionelle asiatische Instrumente mit Instrumenten aus der allgemeinen Rock- und Popmusik.

## Diskografie
- Ground-Zero. Ground-Zero. God Mountain, GMCD-002, 1993.
- Ground-Zero. Null & Void. Tzadik, TZ 7204, 1995.
- Ground-Zero. Revolutionary Pekinese Opera. Trigram, TR-P 909, 1995.
- Ground-Zero. Revolutionary Pekinese Opera, Version 1.28. ReR, GZ1, 1996 (UK); Locus Solus, LSI 1007 (Japan).
- Ground-Zero. Revolutionary Pekinese Opera, Version 1.50. 7" single. Gentle Giant, GG701, 1996.
- Bästard / Ground-Zero. Pinball Tenacity / Live Mao '99. Split 7" single. PANEMONIUM Rdz, PAN010, 1996.
- Ground-Zero. Plays Standards. Nani / Disk Union, NCD-201, 1997.
- Ground-Zero. Consume Red. Sank-ohso / Creativeman, CMDD-00046, 1997 (Japan); ReR, ReR GZ2, 1997 (UK).
- Ground-Zero. Conflagration. Sank-ohso / Creativeman, CMDD-00047. 1997.
- Ground-Zero. Consummation. Sank-ohso / Creativeman, CMDD-00048, 1998.
- Ground-Zero. Last Concert. Valve / Amoebic, AMO-VA-02, 1999 (Japan); Alcohol, ALGZ1CD, 1999 (UK).
- Ground-Zero. Live 1992 +. doubtmusic, dmh-114, 2007.[6]